# Die grünen Handschuhe
Die grünen Handschuhe (Originaltitel: Gang Zielonej Rękawiczki) ist eine polnische Krimi-Comedy-Serie, die seit dem 19. Oktober 2022 weltweit auf Netflix veröffentlicht wurde.

## Inhalt
Die Serie erzählt die Geschichte von drei älteren Frauen, Zuzanna Zemplinska, Kinga Jarecka und Alicja, die als erfahrene Diebinnen unter dem Namen „Die grünen Handschuhe“ bekannt sind. Nach einem missglückten Raubüberfall fliehen sie vor der Polizei und tauchen in einem Altenheim unter. Dort stoßen sie auf dunkle Machenschaften und beschließen, den Bewohnern zu helfen und gleichzeitig ihre kriminellen Aktivitäten fortzusetzen.

## Produktion
Die Serie wurde von Joanna Hartwig-Skalska und Anna Novák-Zemplinska entwickelt und von Baboo Production produziert. Die Drehbücher schrieben
Joanna Hartwig-Skalska, Anna Novák-Zemplinska, Tadeusz Śliwa und Bartosz Kozer. Die Musik komponierte
Piotr Krygier. Sie umfasst zwei Staffeln mit insgesamt 16 Episoden. Die erste Staffel kam am 19. Oktober 2022. Am 17. Juli 2024 wurde die zweite Staffel veröffentlicht.

## Besetzung und Synchronisation
| Rolle              | Schauspieler        | Synchronsprecher                                          |
| ------------------ | ------------------- | --------------------------------------------------------- |
| Zuzanna Zemplinska | Magdalena Kuta      | Angela Stresemann (Staffel 1) Peggy Sander (Staffel 2)    |
| Kinga Jarecka      | Małgorzata Potocka  | Anne Moll                                                 |
| Alicja Skowron     | Anna Romantowska    | Carla Becker (Staffel 1) Sabine Walkenbach (Staffel 2)    |
| Marzena            | Beata Bandurska     | Susanne Sternberg (Staffel 1) Svantje Wascher (Staffel 2) |
| Kommissar Alfred   | Mirosław Zbrojewicz | Oliver Warsitz (Staffel 1) Matthias Klages (Staffel 2)    |
| Katarzyna Gujska   | Karolina Rzepa      | Simona Pahl                                               |
| Adam               | Kamil Pudlik        | Jonas Lauenstein                                          |